# Franz Nock
Franz Nock (* 7. August 1936 in Kriegstetten) ist ein Schweizer Artist und Pferdedresseur.

## Leben und Zirkuskarriere
Franz Nock wurde in einem Zirkuswagen des Circus Nock geboren. Schon früh wurde er von seinem Vater trainiert und mauserte sich schon bald zum Publikumsliebling. Das harte Training war Grundlage für spätere artistische Höchstleistungen, wie die 1955 mit seiner Schwester Elvira präsentierte «Schwebende Leiter». Spektakulär waren auch Kunststücke auf einem 24 Meter hohen schwankenden Mast oder eine Stuhlpyramide, die auf vier Flaschen stand. Nock schlug Angebote für Auftritte in den Vereinigten Staaten aus, um den familieneigenen Circus Nock zu führen. Später verschob sich sein Schwerpunkt auf die Pferdedressur, welche später seine Tochter Franziska Nock übernahm.
Er ist verheiratet mit Verena Nock-Hochstrasser und hat drei Töchter, neben der genannten Franziska die Kontorsionistin Verena Nock und Alexandra Nock, welche im Trapez ebenfalls in die Fussstapfen ihres Vaters getreten ist.